# Ammasso Arches
L'ammasso Arches è l'ammasso stellare più denso della Via Lattea, situato a circa 100 anni luce dal centro galattico. Il suo raggio è di circa un anno luce e contiene al suo interno più di 150 giovani stelle, estremamente calde, con masse oltre 20 volte quella del Sole. Il mezzo interstellare all'interno dell'ammasso è reso caldo dalle collisioni tra i venti prodotti dalle stelle. Altre migliaia di stelle meno massicce sono presenti, per una massa totale dell'ammasso equivalente a quella di 10 000 stelle come il Sole.
L'età media dell'ammasso si aggira tra 0,5 e due milioni di anni e si ipotizza che le stelle che lo costituiscono concluderanno entro breve tempo la propria esistenza, esplodendo come supernovae.

## Ricerche
Un recente studio dell'astronomo Donald Figer, che lavora presso lo Space Telescope Science Institute di Baltimora, Maryland, ha portato ad ipotizzare che il limite massimo per una stella, nell'attuale era dell'universo, equivalga a 150 masse solari. Egli giunse a questa conclusione dopo varie osservazioni condotte col Telescopio spaziale Hubble, durante le quali scoprì che non vi erano stelle che superassero questo limite, contro le aspettative precedenti.
Successivamente però, nel luglio 2010, la scoperta della stella R136a1 (oltre 250 masse solari stimate) ha messo in dubbio la validità di tale ipotesi.
| Stella (B=Blum, F=Figer | Tipo spettrale | Magnitudine assoluta (bolometrica) | Temperatura effettiva | Massa (M☉) | Raggio (R☉) |
| ----------------------- | -------------- | ---------------------------------- | --------------------- | ---------- | ----------- |
| B1                      | WN8-9h         | −10.1                              | 31,700                | 50 - 60    | 32          |
| F1                      | WN8-9h         | −11.0                              | 33,200                | 101 - 119  | 43          |
| F2                      | WN8-9h         | −10.2                              | 33,500                | 42 - 49    | 30          |
| F3                      | WN8-9h         | −10.5                              | 29,600                | 52 - 63    | 43          |
| F4                      | WN7-8h         | −11.0                              | 36,800                | 66 - 76    | 35          |
| F5                      | WN8-9h         | −10.1                              | 32,100                | 31 - 36    | 31          |
| F6                      | WN8-9h         | −11.1                              | 33,900                | 101 - 119  | 44          |
| F7                      | WN8-9h         | −11.0                              | 32,900                | 86 - 102   | 44          |
| F8                      | WN8-9h         | −10.5                              | 32,900                | 43 - 51    | 35          |
| F9                      | WN8-9h         | −11.1                              | 36,600                | 111 - 131  | 38          |
| F10                     | O4-6If+        | −10.1                              | 32,200                | 55 - 69    | 24          |
| F12                     | WN7-8h         | −10.8                              | 36,900                | 70 - 82    | 31          |
| F14                     | WN8-9h         | −10.2                              | 34,500                | 54 - 65    | 28          |
| F15                     | O4-6If+        | −10.6                              | 35,600                | 80 - 97    | 32          |
| F16                     | WN8-9h         | −10.0                              | 32,200                | 46 - 56    | 29          |
| F18                     | O4-6I          | −10.4                              | 36,900                | 67 - 82    | 26          |
| F20                     | O4-6I          | −10.0                              | 38,200                | 47 - 57    | 21          |
| F21                     | O4-6I          | −10.1                              | 35,500                | 56 - 70    | 25          |
| F28                     | O4-6I          | −10.1                              | 39,600                | 57 - 72    | 23          |